# Pibeved
Pibeved (Philadelphus) er en slægt, der er udbredt i Nordamerika, Østasien og Europa. Det er næsten udelukkende buske med en opret vækst, men enkelte arter er klatrende. Der er både stedsegrønne og løvfældende arter i slægten. Bladene er modsatte og kortstilkede med hel eller savtakket rand. Blomsterne dannes på de nye skud, og de er samlet i små stande ved bladhjørnerne. I reglen er blomsterne 4-tallige, men 5-tallige arter findes også. De har hvide eller cremefarvede kronblade, der kan have en rød tone ved grunden. Mange af arterne har stærkt duftende blomster. Frugterne er kapsler, der åbner sig med fire eller fem klapper.
Her beskrives kun de arter og hybrider, der ses jævnligt i Danmark.
| Beskrevne arter |

- Californisk pibeved (Philadelphus lewisii)
- Kaukasisk pibeved (Philadelphus caucasicus)
- Lugtløs pibeved (Philadelphus inodorus)
- Storblomstret pibeved (Philadelphus grandiflorus)
- Vellugtende pibeved (Philadelphus coronarius) – Uægte Jasmin

| Andre arter |

| - Philadelphus argenteus - Philadelphus argyrocalyx - Philadelphus brachybotrys - Philadelphus californicus - Philadelphus confusus - Philadelphus cordifolius - Philadelphus coulteri - Philadelphus crinitus - Philadelphus delavayi - Philadelphus ernestii - Philadelphus floridus - Philadelphus gattingeri - Philadelphus hirsutus - Philadelphus hitchcockianus - Philadelphus incanus | - Philadelphus insignis - Philadelphus intectus - Philadelphus kansuensis - Philadelphus karwinskyanus - Philadelphus laxiflorus - Philadelphus laxus - Philadelphus maculatus - Philadelphus madrensis - Philadelphus mearnsii - Philadelphus mexicanus - Philadelphus microphyllus - Philadelphus occidentalis - Philadelphus oreganus - Philadelphus palmeri - Philadelphus pekinensis | - Philadelphus pubescens - Philadelphus pumilus - Philadelphus purpurascens - Philadelphus satsumanus - Philadelphus schrenkii - Philadelphus sericanthus - Philadelphus serpyllifolius - Philadelphus sharpianus - Philadelphus subcanus - Philadelphus tenuifolius - Philadelphus texensis - Philadelphus tomentosus - Philadelphus trichothecus - Philadelphus triflorus - Philadelphus wootonii - Philadelphus zelleri |

| Hybrider |

- Philadelphus x lemoinei
- Philadelphus x polyanthus
- Philadelphus x purpureomaculatus
- Philadelphus x splendens
- Philadelphus x virginalis